# Brännö
Brännö – miejscowość (tätort) w Szwecji, w regionie administracyjnym (län) Västra Götaland, w gminie Göteborg.
Według danych Szwedzkiego Urzędu Statystycznego liczba ludności wyniosła: 918 (31 grudnia 2015), 913 (31 grudnia 2018) i 954 (31 grudnia 2019).